# Howard St. John
Howard St. John (* 9. Oktober 1905 in Chicago, Illinois; † 13. März 1974 in New York City, New York) war ein US-amerikanischer Schauspieler.

## Leben und Karriere
Der in Chicago geborene Howard St. John begann bereits 1925 seine Schauspielkarriere. Ein Jahr später hatte er seinen ersten Auftritt am Broadway in der Komödie The Blonde Sinner. Bis 1968 sollte der Charakterdarsteller am Broadway in fast 20 Produktionen spielen, darunter als General Bullmoose im Erfolgsmusical Li’l Abner. Auch in der Filmversion von Li’l Abner aus dem Jahre 1959 repräsentierte St. John die Rolle des Generals erneut. Sein Filmdebüt hatte der Schauspieler erst 1949 – mit 43 Jahren – in Douglas Sirks Kriminalfilm Unerschütterliche Liebe absolviert, dennoch konnte er sich auch im Filmgeschäft schnell als erfolgreicher Nebendarsteller etablieren. Der Schauspieler spezialisierte sich vor allem auf unsympathische Autoritätsfiguren oder Geschäftsmänner mit snobhaften und wichtigtuerischen Attitüden.
Eine seiner vielschichtigsten und größten Rollen hatte St. John als korrupter Anwalt in George Cukors Komödie Die ist nicht von gestern (1950). Außerdem verkörperte er einen Polizei-Inspektor in Alfred Hitchcocks Thriller Der Fremde im Zug (1951) sowie den Coca-Cola-Boss in Billy Wilders Satire Eins, Zwei, Drei (1961). Neben seiner Film- und Theaterarbeit war St. John bereits seit Ende der 1940er-Jahre im US-Fernsehen aktiv, unter anderem in der Fernsehserie Hank sowie in der Jackie Gleason Show. Seinen letzten von fast 80 Film- und Fernsehauftritten hatte er 1972 in der Fernsehserie The Cornor Bar.
Howard St. John war mit der Schauspielerin Lois Bolton verheiratet, die in dem Film Eins, zwei, drei auch seine Film-Ehefrau verkörperte. Er starb 1974 im Alter von 68 Jahren an einem Herzinfarkt.

## Filmografie (Auswahl)
- 1949: Unerschütterliche Liebe (Shockproof)
- 1949: Alarm in der Unterwelt (The Undercover Man)
- 1950: Der Henker saß am Tisch (711 Ocean Drive)
- 1950: Die Männer (The Men)
- 1950: Mister 880
- 1950: Ende im Morgengrauen (The Sun Sets at Dawn)
- 1950: Die ist nicht von gestern (Born Yesterday)
- 1951: Goodbye, My Fancy
- 1951: Der Fremde im Zug (Strangers on a Train)
- 1951: Ein Held für zwei Stunden (Saturday’s Hero)
- 1951: Ein Herz für Danny (Close to My Heart)
- 1951: Die Nacht der Wahrheit (The Big Night)
- 1952: Gauner mit weißer Weste (Stop, You’re Killing Me)
- 1954: Drei Münzen im Brunnen (Three Coins in the Fountain)
- 1955: Schakale der Unterwelt (Illegal)
- 1955: Die zarte Falle (The Tender Trap)
- 1955: Gegen alle Gewalten (I Died a Thousand Times)
- 1959: Li’l Abner
- 1961: Ein Haus in Yokoshimi (Cry for Happy)
- 1961: Geständnis einer Sünderin (Sanctuary)
- 1961: Madison Avenue
- 1961: Ein Pyjama für zwei (Lover Come Back)
- 1961: Eins, zwei, drei (One, Two, Three)
- 1962: Der junge General (La Fayette)
- 1962–1964: Preston & Preston (The Defenders, Fernsehserie, 3 Folgen)
- 1964: Die Zwangsjacke (Strait-Jacket)
- 1964: Bezwinger des Todes (Fate is the Hunter)
- 1964: Rasch – bevor es schmilzt (Quick, Before It Melts)
- 1964: ... und ledige Mädchen (Sex and the Single Girl)
- 1965: Fremde Bettgesellen (Strange Bedfellows)
- 1965–1966: Hank – Der (un)heimliche Student (Hank, Fernsehserie, 25 Folgen)
- 1967: 25 000 Dollar für einen Mann (Banning)
- 1967: Matchless
- 1969: Don’t Drink the Water
- 1972: The Corner Bar (Fernsehserie, Folge 1x01)